# 野々下 (流山市)

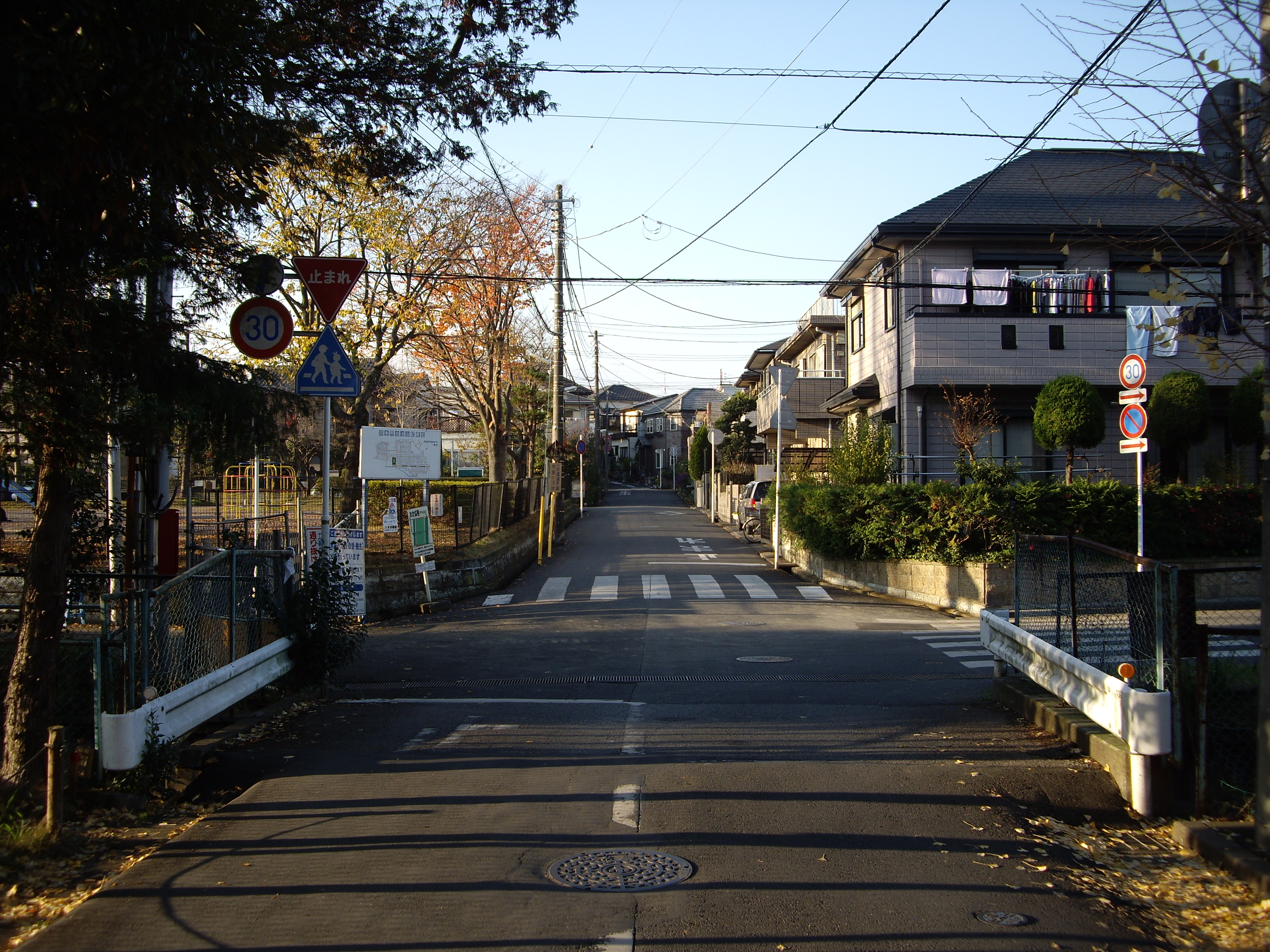
野々下四丁目

野々下（ののした/Nonoshita）は、千葉県流山市の地名。一丁目から六丁目まである。郵便番号は270-0135。当地域の人口は7,636人（2008年4月1日現在、住民基本台帳人口調査による。流山市調べ）。

## 地理
流山市東部に位置する。地域の東部は住宅街、地域の西部はつくばエクスプレス沿線開発に伴い、1998年（平成10年）～2010年（平成22年）にかけて千葉県が施行する｢流山都市計画事業運動公園地区一体型特定土地区画整理事業｣の施行地域であり、地域内に流山市総合運動公園の一部がある。また、二丁目に市立長崎小学校、千葉県立特別支援学校流山高等学園がある。また坂川の水源もあり、野々下水辺公園として整備されている。
東は柏市豊四季、西は後平井、南は古間木、北は長崎・市野谷と接している。

### 地価
住宅地の地価は、2015年（平成27年）1月1日の公示地価によれば、野々下5丁目1070番8の地点で11万3000円/m2となっている。

## 歴史
元の野々下は長崎の16もの飛び地が点在する地域となっており、地域内の市街化が進むにつれて複雑な字界が問題となり、昭和50年代前半より字区域の変更案が浮上した。野々下と長崎が入り組んでいることから野々下・長崎それぞれへの統一が難しいこと、野々下が｢ののげ｣とも読めることから、野々下、長崎のどちらとも関連性のない瑞祥地名｢ひかり野｣への統一的変更が検討されたこともあったが、地域住民の反応が良くなかった為に一時立ち消えとなる。その後、1981年（昭和56年）12月4日の昭和56年度第四回流山市定例市議会にて字区域の変更が議案に挙がり、大字野々下が大部分を占める地域を野々下一丁目～六丁目とする形で、1982年（昭和57年）2月5日に長崎の全域と名都借の一部と共に大幅な整理が行われ、現在の区域となった。

### 沿革
- 1868年（慶応4年）
  - 6月26日～9月3日（旧暦5月7日～7月17日） 下総野鎮撫府の管轄となる。
  - 9月23日（旧暦8月8日） 府藩県三治制により、下総知事県の管轄となる。
- 1869年（明治2年）2月23日（旧暦1月13日） 下総知事県に代わり、本格的な行政組織として葛飾県を設置、葛飾県葛飾郡野々下村となる。
- 1871年（明治4年）12月25日（旧暦11月14日） 廃藩置県後の県の統合により、葛飾県が生実県、古河県、佐倉県、関宿県、曾我野県、結城県と合併し、印旛県を設置。印旛県葛飾郡野々下村となる。
- 1873年（明治6年）
  - 5月 大区小区制により、第十二大区七小区となる。
  - 6月15日 印旛県が木更津県と合併し、千葉県を設置。千葉県に属する。
- 1878年（明治11年）7月22日 郡区町村制施行。同時に葛飾郡が分割され、東葛飾郡野々下村となる。
- 1889年（明治22年） 東葛飾郡市野谷村、思井村、前平井村、後平井村、芝崎村、長崎村、中村、名都借村、古間木村、前ケ崎村、向小金新田、大畔新田、駒木村、十太夫新田、駒木新田、青田新田、初石新田と合併し、東葛飾郡八木村大字野々下となる。
- 1951年（昭和26年）4月1日 流山町、新川村と合併し、東葛飾郡江戸川町大字野々下となる。
- 1952年（昭和27年）1月1日 江戸川町が流山町に改称。東葛飾郡流山町大字野々下となる。
- 1967年（昭和42年）1月1日 市制施行により、流山市大字野々下となる。
- 1981年（昭和56年）12月4日 昭和56年度第四回流山市定例市議会にて、野々下・長崎・名都借の一部の字区域の変更について議案が挙がる。
- 1982年（昭和57年）2月5日 野々下の大部分、大字長崎、大字名都借の各一部より野々下一丁目～六丁目を新設。流山市野々下一丁目～六丁目となる。

### 地名の変遷
| 実施後       | 実施年月日   | 実施前 |
| ------------ | ------------ | --- |
| 野々下一丁目 | 1988年6月4日 | 野々下字的打・字西方・字山中・字野口・字大屋敷・字寺方・字木戸本・字篠塚・字根郷・字東下・字堂面・字向山・字元木戸・字向長崎・字向下・字土手外・字長田・字道漢堀・字土手内・字日尻上・字金クソ・字向代・字御成堤・字向原・字込後の全域、野々下字後田・字寺ノ下・字内宿・字天神下の各一部、大字長崎字梶内・字向山・字日尻上・字金クソの全域、大字長崎字長崎・アジャリ谷の各一部、大字名都借字五斗蒔・字蛯沢新田の全域 |
| 野々下二丁目 | 1988年6月4日 | 野々下字的打・字西方・字山中・字野口・字大屋敷・字寺方・字木戸本・字篠塚・字根郷・字東下・字堂面・字向山・字元木戸・字向長崎・字向下・字土手外・字長田・字道漢堀・字土手内・字日尻上・字金クソ・字向代・字御成堤・字向原・字込後の全域、野々下字後田・字寺ノ下・字内宿・字天神下の各一部、大字長崎字梶内・字向山・字日尻上・字金クソの全域、大字長崎字長崎・アジャリ谷の各一部、大字名都借字五斗蒔・字蛯沢新田の全域 |
| 野々下三丁目 | 1988年6月4日 | 野々下字的打・字西方・字山中・字野口・字大屋敷・字寺方・字木戸本・字篠塚・字根郷・字東下・字堂面・字向山・字元木戸・字向長崎・字向下・字土手外・字長田・字道漢堀・字土手内・字日尻上・字金クソ・字向代・字御成堤・字向原・字込後の全域、野々下字後田・字寺ノ下・字内宿・字天神下の各一部、大字長崎字梶内・字向山・字日尻上・字金クソの全域、大字長崎字長崎・アジャリ谷の各一部、大字名都借字五斗蒔・字蛯沢新田の全域 |
| 野々下四丁目 | 1988年6月4日 | 野々下字的打・字西方・字山中・字野口・字大屋敷・字寺方・字木戸本・字篠塚・字根郷・字東下・字堂面・字向山・字元木戸・字向長崎・字向下・字土手外・字長田・字道漢堀・字土手内・字日尻上・字金クソ・字向代・字御成堤・字向原・字込後の全域、野々下字後田・字寺ノ下・字内宿・字天神下の各一部、大字長崎字梶内・字向山・字日尻上・字金クソの全域、大字長崎字長崎・アジャリ谷の各一部、大字名都借字五斗蒔・字蛯沢新田の全域 |
| 野々下五丁目 | 1988年6月4日 | 野々下字的打・字西方・字山中・字野口・字大屋敷・字寺方・字木戸本・字篠塚・字根郷・字東下・字堂面・字向山・字元木戸・字向長崎・字向下・字土手外・字長田・字道漢堀・字土手内・字日尻上・字金クソ・字向代・字御成堤・字向原・字込後の全域、野々下字後田・字寺ノ下・字内宿・字天神下の各一部、大字長崎字梶内・字向山・字日尻上・字金クソの全域、大字長崎字長崎・アジャリ谷の各一部、大字名都借字五斗蒔・字蛯沢新田の全域 |
| 野々下六丁目 | 1988年6月4日 | 野々下字的打・字西方・字山中・字野口・字大屋敷・字寺方・字木戸本・字篠塚・字根郷・字東下・字堂面・字向山・字元木戸・字向長崎・字向下・字土手外・字長田・字道漢堀・字土手内・字日尻上・字金クソ・字向代・字御成堤・字向原・字込後の全域、野々下字後田・字寺ノ下・字内宿・字天神下の各一部、大字長崎字梶内・字向山・字日尻上・字金クソの全域、大字長崎字長崎・アジャリ谷の各一部、大字名都借字五斗蒔・字蛯沢新田の全域 |

## 小字
現在の野々下一丁目～六丁目に当たる地域には44の小字が存在した。

大字野々下
- 的打
- 西方
- 山中
- 野口
- 大屋敷
- 寺方
- 木戸本
- 篠塚
- 根郷
- 東下
- 堂面
- 後田（東部の一部は1982年（昭和57年）に長崎二丁目となる）
- 向山
- 寺ノ下（北部の一部は1982年（昭和57年）に長崎二丁目となる）
- 内宿（一部は1982年（昭和57年）に長崎一丁目となる）
- 天神下（一部は1982年（昭和57年）に長崎一・二丁目に編入）
- 元木戸
- 向長崎
- 向下
- 土手外
- 長田
- 道漢堀
- 土手内
- 日尻上
- 金クソ
- 向代
- 御成堤
- 向原
- 込後

大字長崎
- 梶内
- 長崎（一部）
- 向山
- アジャリ谷（一部）
- 日尻上
- 金クソ
- 天ケ崎（全域が1982年（昭和57年）に長崎二丁目となる）
- 天形星（全域が1982年（昭和57年）に長崎一丁目となる）
- 五斗代（全域が1982年（昭和57年）に長崎二丁目となる）
- 宮作（全域が1982年（昭和57年）に長崎一丁目となる）
- 土手尻（全域が1982年（昭和57年）に長崎一丁目となる）
- 不動堂（全域が1982年（昭和57年）に長崎二丁目となる）
- 長崎（全域が1982年（昭和57年）に長崎二丁目となる）

大字名都借
- 五斗蒔
- 蛯沢新田

## 小・中学校の学区
市立小・中学校に通う場合、学区は以下の通りとなる。
| 丁目   | 番地 | 小学校       | 中学校     |
| ------ | ---- | ------------ | ---------- |
| 一丁目 | 全域 | 八木南小学校 | 八木中学校 |
| 二丁目 | 西部 | 八木南小学校 | 八木中学校 |
| 二丁目 | 東部 | 長崎小学校   | 八木中学校 |
| 三丁目 | 全域 | 長崎小学校   | 八木中学校 |
| 四丁目 | 全域 | 長崎小学校   | 八木中学校 |

## 施設

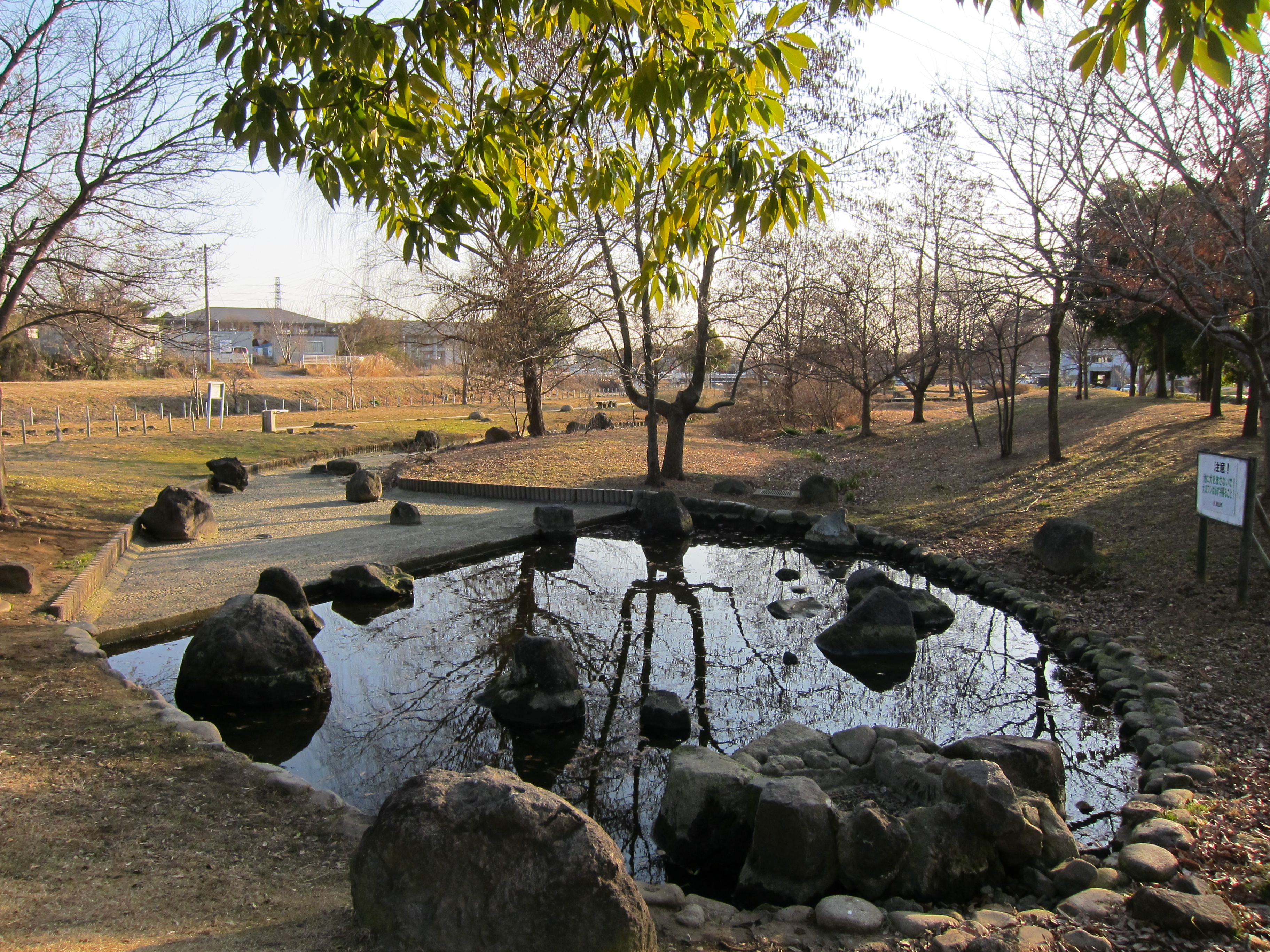
野々下水辺公園の坂川水源地

- 流山市立長崎小学校
- 千葉県立特別支援学校流山高等学園
- 流山市総合運動公園
- 野々下水辺公園
- 春山寺
- 浄蓮寺